# Atomic Austria
Atomic Austria GmbH er en østrigsk producent af skisportsudstyr med hovedkvarter i Salzburg. De producerer og sælger ski, bindinger, stave, hjelme, skibriller og skisportstøj. Atomic er et datterselskab til finske Amer Sports.
Alois Rohrmoser etablerede Atomic i 1955. I 1971 byggede de deres anden fabrik i Altenmarkt im Pongau, hvor de fleste af deres ski produceres. I 1994 blev Atomic overtaget af Amer Sports.